# I Am Number Four
I Am Number Four (Brasil: Eu Sou o Número Quatro / Portugal: Sou o Número Quatro) é um romance de ficção científica e ação — o primeiro da série Os Legados de Lorien, escrita por Pittacus Lore (pseudônimo de James Frey e Jobie Hughes). O livro foi publicado pela Editora HarperCollins nos Estados Unidos em 3 de agosto de 2010, e chegou a permanecer por 18 semanas consecutivas na lista de bestsellers do The New York Times.
Eu Sou o Número Quatro é o primeiro volume da série Os Legados de Lorien, contada por Pittacus Lore, Ancião de Lorien a quem foi confiada a história dos Nove.

## Personagens da série "Os Legados de Lorien"
- John Smith - É o quarto membro da Garde de Lorien. Vive há dez anos se escondendo dos mogadorianos, que querem matá-lo.
- Henri Smith - Cêpan responsável por John. É considerado como pai pelo número quatro.
- Sam Goode - Melhor amigo e maior aliado de John.
- Sarah Hart - Namorada de John em Ohio, ao longo da história conhece o segredo de John
- Mark James - Ex-Namorado de Sarah, é o "valentão" do colégio, mas no fim acaba virando um grande aliado.

## Adaptação cinematográfica
Alex Pettyfer interpreta o Número Quatro, um dos poucos sobreviventes após a destruição de seu planeta natal, Lorien. Ele está sendo caçado pela raça alienígena rival, os mogadorianos, que precisam matá-lo para chegar aos cinco sobreviventes restantes na Terra. Timothy Olyphant, Teresa Palmer, Dianna Agron, Kevin Durand, Callan McAuliffe e Jake Abel também estão no elenco.
O filme de ação e ficção científica foi dirigido por D.J. Caruso (Paranoia). Al Gough e Miles Millar, os criadores de Smallville, assinam o roteiro. Michael Bay e Steven Spielberg cuidam da produção.